# Schnittlauchmoosalm
Die Schnittlauchmoosalm ist eine Alm in den Bayerischen Voralpen. Sie liegt im Gemeindegebiet von Schliersee.
Das Almgebiet befindet sich in einem Kessel beim Tanzeck. Die Alm ist heute in die Obere Schönfeldalm aufgegangen.
Der Normalweg zum Aiplspitz führt über die Alm und am Tanzeck vorbei.